# Adriana Vila Guevara
Adriana Vila Guevara (Caracas, 1981) es una antropóloga, curadora, profesora y cineasta venezolana.

## Biografía
Adriana Vila nació en Caracas y reside en España. Se licenció en Humanidades en la Universidad de Salamanca para continuar su formación en la Universidad de Barcelona donde se doctoró en Estudios Avanzados de Antropología con una tesis titulada «Reflejos de un making of: Una etnografía del proceso creador de la película Belén» sobre autoría, construcción biográfica, imaginarios y representación en la construcción de un retrato fílmico, tomando como referencia su primer largometraje, Belén (2016).
Adriana Vila se dedica a la creación documental, el estudio etnográfico reflexivo y la experimentación fílmica en distintos formatos. Es profesora de cine documental y experimental en la Escuela Superior de Cine y Audiovisuales de Cataluña (ESCAC) y cofundadora del laboratorio de cine analógico e independiente 'Barcelona Crater-Lab', donde combina su trabajo de curaduría, docencia y creación de cine experimental.
Ha proyectado su obra en numerosos festivales y espacios de arte en el mundo, entre los que figuran el FID Marseille, el Margaret Mead Film Festival, la Microscope Gallery, el Museo de Arte Moderno de Bahía, el Museo de Bellas Artes de Caracas, el Festival Cortos de Oberhausen (Internationale Kurzfilmtage Oberhausen), el Festival Internacional de Cine de Edimburgo y  el de Róterdam, entre otros.
Desde su primer largometraje en 2016, Belén —una obra basada en Belén Palacios, una mujer afrovenezolana y su recorrido vital, desde su salida de África hasta su muerte, en un ejercicio de memoria de la diáspora africana y la situación de la mujer—, ha realizado varias películas y/o documentales como Del acto de recordar: una constelación de observaciones, una instalación artística también de 2016, el corto Visión Intertropical (2018) y Desde el subtierro. From the under-exile, una performance de 2020, entre otras.
Ha recibido varios premios en su carrera cinematográfica como en distintos encuentros internacionales como el CaracasDoc y el Festival de Cine de Barquisimeto en Venezuela, en el Margaret Mead Film Festival de Estados Unidos o el Festival de Cinema Latino-americano de Sao Paulo, Brasil.